# GP Denain 2004
De 46e editie van de wielerwedstrijd GP Denain werd gehouden op 15 april 2004. De start en finish vonden plaats in Raismes en Denain in het Franse Noorderdepartement. De winnaar was de Noor Thor Hushovd, gevolgd door Mark Scanlon en Nico Sijmens.

## Uitslag
| GP Denain 2004 |                     |                                  |          |
| Plaats         | Naam                | Ploeg                            | tijd     |
| Winnaar        | Thor Hushovd        | Crédit Agricole                  | 4u29'33" |
| 2              | Mark Scanlon        | AG2R Prévoyance                  | z.t.     |
| 3              | Nico Sijmens        | Landbouwkrediet-Colnago          | +46"     |
| 4              | Ludovic Auger       | Auber '93                        | z.t.     |
| 5              | Borut Božič         | Perutnina Ptuj                   | z.t.     |
| 6              | Erwin Thijs         | MrBookmaker.com-Palmans          | z.t.     |
| 7              | Franck Pencolé      | Oktos                            | z.t.     |
| 8              | Eelke van der Wal   | BankGiroLoterij                  | z.t.     |
| 9              | Jurgen Van De Walle | Chocolade Jacques-Wincor Nixdorf | +59"     |
| 10             | Jean-Michel Tessier | Oktos                            | +1'48"   |

1959 · 1960 · 1961 · 1962 · 1963 · 1964 · 1965 · 1966 · 1967 · 1968 · 1969 · 1970 · 1971 · 1972 · 1973 · 1974 · 1975 · 1976 · 1977 · 1978 · 1979 · 1980 · 1981 · 1982 · 1983 · 1984 · 1985 · 1986 · 1987 · 1988 · 1989 · 1990 · 1991 · 1992 · 1993 · 1994 · 1995 · 1996 · 1997 · 1998 · 1999 · 2000 · 2001 · 2002 · 2003 · 2004 · 2005 · 2006 · 2007 · 2008 · 2009 · 2010 · 2011 · 2012 · 2013 · 2014 · 2015 · 2016 · 2017 · 2018 · 2019 · 2020 · 2021 · 2022 · 2023 · 2024 · 2025